# Gérard Petitjean
 (août 2007).
Pour les articles homonymes, voir Petitjean.
Gérard Petitjean (né le 4 septembre 1944 à Nantes, en France) est un journaliste français.

## Biographie

### Enfance, formations, orientations
Né au sein d’une famille modeste et parisienne, Gérard Petitjean passe une grande partie de sa jeunesse à Nantes. À l'époque, il se conforme aux valeurs politiques, plutôt traditionnelles, de son milieu familial.
En 1962, il rejoint la Faculté de Nantes pour y étudier l’histoire. Tout en terminant sa licence, durant un an, il enseigne l’histoire et la géographie comme maître auxiliaire dans le lycée d’une petite ville de la Loire-Atlantique. Il y perd tout désir de faire carrière dans l’enseignement et cherche alors dans le journalisme de nouvelles perspectives professionnelles.
En 1966, il intègre le Centre de Formation des Journalistes (CFJ). Il y effectue un stage au Ministère de l’Éducation nationale, durant lequel il acquiert une connaissance des questions scolaires qui lui vaudra d’être sollicité par Le Figaro alors même qu’il est encore au service militaire (1969).

### Le Figaro
À sa sortie de l’armée en 1970, il intègre donc le quotidien pour y traiter des « questions d’École et d’Université ». Ce travail ne signifie en rien son adhésion à la ligne politique du journal, dont les orientations politiques le mettent mal à l’aise. Mai 68 marque chez lui une inflexion de ses orientations politiques : il se rapproche des idées professées par la gauche. Il est alors contacté par Jean Daniel pour venir traiter des questions scolaires et universitaires au Nouvel Observateur.

### Le Nouvel Observateur
Dans un contexte de tensions entre la direction et les leaders de la contestation interne de l'hebdomadaire, sa venue correspond à une volonté de professionnaliser et de dépolitiser une rédaction dont le porte-parole (René Backmann) est provisoirement mis au placard.

#### Diversification
Récupérant la rubrique Éducation que ce dernier souhaitait abandonner, il est titularisé après un mois d’essai au sein du service « société », où il se lie surtout avec Claude-François Jullien. Dès son arrivée, il ressent la nécessité de mettre à jour ses connaissances par de nombreuses lectures dans divers domaines (psychanalyse, sociologie, biologie). Ainsi, à côté de l’actualité de certains sports (tennis, nautisme) et de problèmes d’environnement ou de logement, il rend compte de travaux scientifiques touchant à des sujets comme l’hérédité (Des cerveaux sans ancêtres, 11 avril 1977) ou les surdoués (Des têtes grosses comme ça, 8 mai 1978), qui sont utilisés par la Nouvelle Droite pour légitimer ses thèses héréditaristes et élitistes.

#### Pédagogie(s)
L’enseignement, de la maternelle à l’Université, reste cependant son principal domaine. Ressentant sur ces questions des affinités avec les thèses du SGEN-CFDT et du courant pédagogique aspirant à mettre l’Enfant au centre du système éducatif, il n’hésite pas à critiquer les limites des méthodes officielles, et à leur opposer des méthodes alternatives comme la méthode Freinet. Mais il doit faire face à un lectorat enseignant aussi important que sensible à ces positions. Ainsi, un article d’octobre 1978, dans lequel il critique les dysfonctionnements et certaines pratiques dans l’école primaire, lui vaut un abondant courrier des lecteurs émanant d’une campagne orchestrée par le S.N.I.. Il y mettait l’accent sur le rôle déstabilisateur joué par «Mai 68 » sur une institution ayant remis en cause son système traditionnel sélectif et méritocratique, sans en substituer un autre.

#### Autogestion et qualité
Devant l’ampleur de la réaction et la mise en garde de Jean Daniel sur le fait que le journal ne pouvait pas « se mettre une profession à dos», il se fend d’une réponse (Lettre aux instituteurs, 20 novembre 1978) dans laquelle il explique que l’École a, selon lui, pour mission de rendre les « enfants autonomes, libres, créateurs, prenant eux-mêmes en main leur scolarité, décontractés, bien dans leur peau ». L’aspect autogestionnaire et qualitatif de sa conception de l’enseignement est donc très net, même s’il lui arrive aussi de dénoncer plus prosaïquement les conditions de travail des professeurs  et « le centralisme administratif français » dans la gestion des personnels enseignants.

#### Engagement
À partir de septembre 1979, il traite beaucoup moins de l’École : d’autres sujets (comme les conflits sociaux) attisant davantage son intérêt. Politiquement, son approche «autogestionnaire» explique son engagement au sein du PS, vers 1976-1977. Militant avec sa femme dans la section de Vanves, il y soutient le courant Rocard jusqu’à l’arrivée de François Mitterrand au pouvoir : ne se reconnaissant pas dans l’entourage présidentiel, il rend sa carte d’affiliation au parti.

#### Promotion
Lassé par l’aspect répétitif de son domaine, il cesse de traiter la question au début des années 1990. Il est rédacteur en chef-adjoint du service.